# جامعة الأعمال والاقتصاد الدولي (بكين)
جامعة الأعمال والاقتصاد الدولي (UIBE) (بالصينية المبسطة: 对外经济贸易大学; بالصينية التقليدية: 對外經濟貿易大學; البينيين: duì wài jīng jì mào yì dà xué)هي جامعة بحثية حكومية متخصصة في التعليم الجامعي والدراسات العليا في الاقتصاد والتمويل والأعمال التجارية الدولية والإدارة والأعمال التجارية والقانون واللغات الأجنبية والعلاقات الخارجية. تأسست في عام 1951 في بكين من قبل وزارة التجارة الخارجية والتعاون الاقتصادي الصينية، وهي واحدة من جامعات النخبة الصينية وواحدة من أكثر الجامعات تنافسية وانتقائية للدخول في التعليم الجامعي في الصين.

## أنظر أيضا
- قائمة جامعات الصين